# Lucas Hedlund
Lucas Hedlund, född 18 augusti 1998, är en svensk fotbollsspelare (anfallare) som representerar Gais.

## Biografi
Lucas Hedlund är uppvuxen i Dalsland. Han började spela fotboll i Kroppefjälls IF från Dals Rostock, och gick sedan via Melleruds IF till IFK Åmål, där han redan som 16-åring 2014 spelade i A-laget i division 2. När han började gymnasiet flyttade han till Göteborg, och efter att även ha provtränat med IFK Göteborg gick han till BK Häckens akademi, där han öste in mål i pojklagen. Han belönades med ett A-lagskontrakt med Häcken, men fick bara spela några cupmatcher och en enda allsvensk match med A-laget (2018) innan han släpptes av klubben. År 2019 anslöt han i stället till Utsiktens BK. Han var med och tog upp klubben till Superettan 2022 efter seger i Ettan Södra 2021, och i Superettan 2023 gjorde han 16 mål, slutade tvåa i skytteligan och var en starkt bidragande orsak till att Utsikten nådde det allsvenska kvalet, där man dock förlorade mot IF Brommapojkarna.
Efter säsongen 2023 lämnade han Utsikten och Sverige för ungerska Mezőkövesd. Han fick dock ont om speltid i sin nya klubb, som dessutom åkte ur ungerska högstaligan. Efter fem månader bröt han kontraktet, och i juni 2024 presenterades han som nyförvärv av allsvenska Gais, som hade varit intresserade av honom redan inför säsongen. Han skrev på ett 3,5-årskontrakt med klubben.

## Spelstil
Hedlund har sin absoluta styrka i offensivt straffområde. Han har ett bra avslut och kan göra mål på flera olika sätt – genom välplacerade skott, genom att gå i djupled eller genom att peta in bollen från nära håll. En av anledningarna till hans många mål är att han ofta går på avslut, och i Superettan 2023 hade han näst flest skott på mål efter Trelleborgs FF:s Filip Bohman. Hedlund gör även många löpmeter per match och är duktig på att störa motståndarens försvar med sitt ettriga presspel. Han är inte heller rädd för tuffa närkamper. Hans hårda spel och hetsiga temperament har lett till att han under åren i Utsikten var bland klubbens mest varnade spelare.

## Privatliv
Under åren i det halvprofessionella Utsikten var han vid sidan av fotbollen hamnarbetare i Göteborgs hamn.